# Bouyankouli
Bouyankouli ou Boûyân-qouh, petit-fils du djaghataïde Douwa, règne sur le khanat de Djaghataï entre 1348 et 1358. Il est porté sur le trône  à la place de Dânich-mendiya par l'émir Kazgan, chef de la classe dirigeante turque qui gouverne effectivement la Transoxiane jusqu'à sa mort en 1357. 
Bouyankouli est assassiné à Samarkand en 1358 par le fils de Kazgan, Mirzâ Abdallâh, qui convoitait sa femme. 
Le mausolée Bouyankouli khan a été érigé à sa mémoire l'année de sa mort en 1537.